# MOL
|  | Denne artikel er oprettet af botten Steenthbot ud fra en ekstern database. Den kan derfor have sproglige fejl eller mangler. Denne skabelon kan fjernes efter kontrol af indholdet. |

MOL er en eksperimentalfilm fra 2017 instrueret af Helene Nymann.

## Handling
Helene Nymanns filmværk må være en af de smukkeste og særeste 'home movies', man kan forestille sig. Ud af skyerne svæver et altseende øje, filmens kamera, og lander på en dansk villavej, hvor et tomt hus åbner sine døre for os. 3D-animerede, geometriske figurer hjemsøger huset og toner frem for, mens en kvindestemme deler minder fra sin opvækst på lydsiden. En øvelse i aktiv tænkning og et 'memory game', der selv bringer mindelser om teorien om hukommelsespaladser, hvor man kan træne hjernen til at huske de mindste detaljer om de mest utrolige ting, ved at lagre dem i mentale rum, man er fortrolig med.